# Agave debilis
Agave debilis ist eine Pflanzenart aus der Gattung der Agaven (Agave) in der Unterfamilie der Agavengewächse (Agavoideae). Das Artepitheton debilis stammt aus dem Lateinischen, bedeutet ‚schwach‘ und verweist auf die Laubblätter der Art.

## Beschreibung
Agave debilis vermehrt sich vegetativ durch horizontale Rhizome. Die zylindrischen oder selten eiförmigen Rhizome sind 2 bis 4 (selten ab 1) Zentimeter lang und 1,3 bis 2 Zentimeter breit. Ihre faserigen senkrechten Wurzeln sind halbfleischig. Die zwei bis sechs (selten bis acht) aufrecht-ausgebreiteten, etwas sukkulenten Laubblätter sind leicht  rinnig oder gelegentlich leicht wellig. Ihre Spitze ist spitz und trägt ein mittelgroßes Spitzchen. Die glatte dunkelgrüne, manchmal gefleckte Blattspreite ist 14 bis 56 Zentimeter lang und 0,8 bis 2,2 (selten bis 2,8) Zentimeter breit. Die schmalen hyalinen Blattränder sind gelegentlich etwas purpurrot liniert, papillat bis ausgenagt-gezähnelt und fassen sich für gewöhnlich rau an. Die Reste der Blattbasen sind faserig und 4 bis 9 Zentimeter lang.
Der „ährige“ Blütenstand erreicht eine Höhe von 91,3 bis 135 (selten 28 bis 149) Zentimeter. Der kurze gedrängte blütentragende Teil ist 2,5 bis 7,5 (selten bis 11) Zentimeter lang und trägt fünf bis 18 sitzende, fast aufrechte, an der Verbindung von Fruchtknoten zu Perigonröhre leicht gebogene Blüten. Der ellipsoide Fruchtknoten ist 9 bis 11 (selten bis 12) Millimeter lang.
Die zylindrische Perigonröhre ist zu ihrer Mündung hin leicht erweitert und über dem Fruchtknoten nicht eingeschnürt. Sie weist eine Länge von 9 bis 15 Millimeter auf und ist in ihrer Mitte 3 bis 5 Millimeter breit. Die länglichen, zurückgerollten, grünen oder purpurfarbenen Perigonzipfel sind 8 bis 11 (selten bis 16) Millimeter lang. Der Griffel überragt die Blütenröhre um 30 bis 48 Millimeter. Die keulenförmigen Narben sind dreikantig und seicht gefurcht. Die Blütezeit reicht von Mitte Juli bis Mitte September.
Die kugelförmigen Früchte sind 1,5 bis 1,8 Zentimeter lang und 1,3 bis 1,5 Zentimeter breit. Sie enthalten Samen von 3 bis 4 Millimeter Länge und 4 bis 5 Millimeter Breite.

## Systematik und Verbreitung
Agave debilis ist im mexikanischen Distrito Federal sowie in den Bundesstaaten Hidalgo, México, Morelos, Michoacán, Oaxaca und Puebla in feuchten Kiefernwäldern oder Kiefern-Eichen-Heideformationen in Höhenlagen von 1830 bis 2960 Metern verbreitet.
Die Erstbeschreibung durch Alwin Berger wurde 1915 veröffentlicht. Synonyme sind Manfreda angustifolia Rose (in schedula, ohne Jahr, nom. inval. ICBN-Artikel 29.1), Manfreda pringlei Rose und Polianthes debilis (A.Berger) Shinners.
Die Art gehört in die Untergattung Manfreda und wird dort der Manfreda-Gruppe zugeordnet.

## Nachweise